# Буконвил
Буконвил (фр. Bouconville) насеље је и општина у североисточној Француској у региону Шампањ-Арден, у департману Ардени која припада префектури Вузје.
По подацима из 2011. године у општини је живело 53 становника, а густина насељености је износила 3,48 становника/km². Општина се простире на површини од 15,21 km². Налази се на средњој надморској висини од 135 метара.

## Демографија
| 1962. | 1968. | 1975. | 1982. | 1990. | 1999. | 2011. |
| ----- | ----- | ----- | ----- | ----- | ----- | ----- |
| 97    | 111   | 84    | 65    | 55    | 55    | 53    |

График промене броја становника у току последњих година